# 아게실라오스 2세

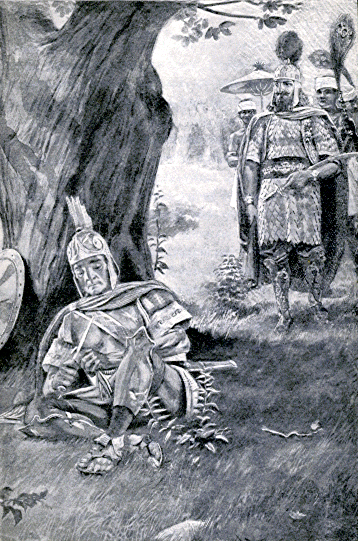
아게실라오스와 파르나바조스

아게실라오스 2세(고대 그리스어: Ἀγησίλαος, Agesilaos, 기원전 444년 – 기원전 360년, 재위 : 기원전 400년 – 기원전 360년)는 스파르타 에우리폰티다이 왕조의 왕이다.

## 즉위까지
아게실라오스 2세는 아르키다모스 2세와 두 번째 아내 에우포리아의 아들이며, 키니스카(고대 올림픽에서 처음 우승한 여성)의 형제이며, 선왕 아기스 2세의 이복동생이다.
아게실라오스는 젊은 시절 리산드로스와 친밀한 사이였던 것으로 알려져 있다. 기원전 400년에 아기스 2세가 죽자 아게실라오스는 아기스의 아들 레오티키데스와 왕위를 다투었다. 레오티키데스는 선왕 아기스 2세의 아내 티마이아와 알키비아데스와 불륜으로 태어난 아들이라는 소문(아기스 본인이 일시적 그것을 인정하는 발언을 했다)을 이용하여 그를 추방했다. 이렇게 나이 40세에 아게실라오스는 왕위에 올랐다. 또한 자신의 뜻대로 할 수 있는 사람을 왕위에 올리려 한 리산드로스의 활동도 그가 즉위한 원인 중 하나였다. 하지만 즉위 후 아게실라오스는 리산드로스를 멀리했기 때문에, 리산드로스의 계산은 빗나갔다.

## 페르시아 전쟁
즉위 직후 아게실라오스 2세는 페르시아 아케메네스 왕조와의 전쟁을 제안했다. 코르넬리우스 네포스에 따르면 그가 그런 행동을 취하게 된 것은 당시 페르시아의 황제 아르타크세르크세스 2세가 그리스 침공을 준비하고 있다는 소문 때문이었다. 그리고 기원전 399년, 아게실라오스는 2000명의 네오다모데스(자유민이 된 헤일로타이)와 6,000명의 동맹군을 이끌고 소아시아의 그리스 도시를 페르시아의 지배로부터 해방한다라고 선언하고 소아시아로 건너갔다. 그러나 코린토스, 아테나이, 테바이 같은 다른 그리스의 강국은 이런저런 이유를 대며 불참했다. 출정을 위해 아우리스를 떠나기 전날 아가멤논이 트로이 원정 전에 제물을 바친 것처럼 따라하려고 했지만, 테바이 사람의 난입에 의해 방해를 받았다.
아게실라오스 2세의 전격적인 침공에 소아시아의 태수들은 충분한 준비가 되어 있지 않았기 때문에, 에페소스에 도착한 아게실라오스 2세에게 리디아와 카리아의 태수 티사페르네스는 3개월 휴전을 요구했고, 휴전 조약이 체결되었다. 그동안 티사페르네스는 전투 준비에 진력하여 휴전이 끝날 무렵에는 전쟁 준비를 마칠 수 있었다. 그는 많은 궁전이 집중되어 있고, 부유한 땅이었던 카리아에 적이 공격할 것을 예측하고 전체 전력을 그곳에 집결시켰다. 그러나 아게실라오스 2세는 프리기아에 침공해, 프리기아 태수 파르나바조스에게 승리를 거두고 엄청난 전리품을 챙겼다. 예측이 엇나간 티사르페르네스는 프리기아에 원군을 보내지 못하고, 모처럼의 대군을 놀리고 말았다. 아게실라오스 2세는 에베소로 군사를 끌고 가 그해 겨울을 보냈다.
겨울이 끝날 무렵 아게실라오스 2세는 적의 의표를 찌르려고 사르디스로 진격한다고 선언했다. 그 말을 믿지 않고 적이 카리아를 공격을 예상하고 거기에 군을 집중시켰던 티사르페르네스는 또 다시 허탕을 치게 되었다. 다음 해 기원전 395년 봄에 아게실라오스 2세는 다시 리디아를 침공하여 승리했다. 티사르페르네스가 사르디스에 왔을 무렵에는 아게실라오스 2세는 몇 개의 거점을 함락시켜 막대한 전리품을 손에 넣고 있었다. 그 후, 헤스모스 평원에서 아게실라오스 2세는 기병이 유리한 평야를 피하고, 보병에 유리한 위치로 티사르페르네스를 유인하여 월등히 숫자가 많은 적을 물리쳤다. 이후 티사르페르네스는 패배의 책임을 지고 처형당했고, 페르시아 왕으로부터 후임으로 보내져 온 티토라우스테스가 아게실라오스 2세 맡게 되었다. 그는 아게실라오스 2세와 휴전 조약을 맺었다. 그후 아게실라오스 2세는 다시 프리기아에 들어가 이듬해 봄까지 그곳을 휩쓸었다.

## 코린트 전쟁
파우사니아스에 따르면 지모가 뛰어난 반스파르타 경향의 티토라우스테스는 아게실라오스 2세를 소아시아에서 몰아낼 계책을 짜냈다. 그는 로도스인 티모크라테스라는 사람을 그리스에 보냈고, 강대해지는 스파르타에 경계심을 품고 있던 아테네, 아르고스, 테바이, 코린토스 등 국가의 유력자에게 뇌물을 건네 대 스파르타 전쟁을 시작하게 한다. 이것이 코린트 전쟁(기원전 395년 – 기원전 387년)이다. 기원전 394년, 그리스 본토에서 일어난 전쟁으로 이로 인해 아게실라오스 2세는 스파르타 본국으로 소환되었다.
그는 아뷰도스에서 헬레스폰투스를 건너 트라키아, 마케도니아를 거쳐 그리스 중심부에 이르러, 8월 14일에 코로네이아 전투에서 아게실라오스를 요격하려 한 아테네, 보이오티아 기타 동맹군을 이겼다. 펠로폰네소스 반도로 가는 도중 델포이에서 그는 은퇴했다. 그러나 그 직후에 스파르타가 크니도스의 해전에서 아테네, 페르시아 연합 함대에 대패하자, 아게실라오스 2세는 다시 검을 잡았다.
이듬해 기원전 393년, 아게실라오스 2세는 아르고스를 휩쓸었고, 그 이듬 해에는 코린트령을 침공하여 레카이온과 피레아스를 점령하고 성공적으로 원정을 끝냈다. 그러나 기원전 391년의 레카이온의 전투에서 스파르타 중장보병 부대가 이피크라테스가 이끄는 아테네의 경장보병 부대에 패해 아게실라오스 2세의 성공은 상쇄되었다. 기원전 389년에 그는 반 스파르타 동맹 측과 동맹을 맺고 있던 아카루나니아를 침공하여 승기를 거두었다. 그리고 2년 후인 기원전 387년에 〈안탈키다스 평화조약〉(대왕의 화평)을 맺고 전쟁을 종결했다. 이때 아게실라오스 2세가 테바이의 대표인 에파메이논다스에게 “테바이는 (당시 테바이에 복속되었던) 보이오티아가 개별 조약을 맺는 것을 허용하는가?”라고 묻자 에파메이논다스는 아게실라오스 2세 “스파르타가 페리오이코이에게 도시마다 조약을 맺는 것을 허락하기 전에는 불허하오”라고 대꾸하는 등 이때 스파르타와 테바이의 대립은 심각한 수준에 도달했다.

## 테바이 전쟁
그 후 스파르타와 테바이 사이에 전쟁이 발발하였고, 아게실라오스 2세는 기원전 378년과 그 이듬해 두 차례에 걸쳐 보이오티아로 진군했지만, 질병으로 이후 5년은 휴식을 취했다. 기원전 371년의 레욱트라 전투에서 명장 에파메이논다스가 이끄는 보이오티아 군에 아게실라오스 2세의 공동통치자 클레옴브로토스 1세가 이끄는 펠로폰네소스 동맹군이 패하며 스파르타는 그리스에서의 패권을 상실하게 된다.
이후 에파메이논다스의 거듭된 펠로폰네소스 침공에, 헤일로타이, 페리오이코이, 심지어 스파르타인들 같은 성안의 적들과 성밖의 적들에 대한 반란과 음모로부터 스파르타를 지킨 이가 아게실라오스 2세였다. 크세노폰에 의하면, 군자금을 얻기 위해 아게실라오스 2세는 기원전 364년에 키오스의 지배자 아리오바자네스 2세가 아르타크세르크세스 2세를 상대로 일으킨 스트라프의 반란을 도왔다.
기원전 362년, 에파메이논다스의 네번째 펠로폰네소스 침공으로 일어난 〈만티네이아 전투〉에서 드디어 아게실라오스 2세가 이끄는 스파르타, 아테네 연합군은 에파메이논다스를 전사시키기에 이른다. 이 전투는 결과만 보면 보이오티아 군의 승리였지만, 에파메이논다스를 잃은 테바이는 그리스의 패권을 유지할 수 없게 된 것을 생각하면 아게실라오스 2세는 “경기에 졌지만, 승부에서는 이겼다”고 말했다. 게다가 만티네이아 전투는 스파르타, 테바이 모두가 승리를 선언했다.
레욱트라 이후 스파르타는 다시 그리스의 패권을 되찾을 정도의 국력을 회복할 수 없었지만, 아게실라오스 2세는 스파르타의 재건에 전력을 다했다.
기원전 361년에는 이집트로 가서, 네크타네보 2세와 섭정 테오스를 돕기 위해 용병대의 대장으로 페르시아와 싸웠다. 그는 네크타네보 2세의 즉위를 돕고 220 달란트를 받았다. 그 귀로에서 아게실라오스 2세는 84세의 나이로 키레나이카에서 객사했다. 그의 시신은 밀랍을 발라 보존하고, 스파르타로 이송되어 그곳 묻혔다.
다음 왕위는 아들인 아르키다모스 3세가 올랐다.

## 인물상
아게실라오스 2세는 키가 작고, 마른 몸에 한쪽 다리마저 불편한 보수적인 인물이었지만, 용기, 절제 등의 인격적으로 훌륭했고, 뛰어난 용병의 재능을 가진 왕으로 그의 미덕을 언급하며 칭찬해 마지않았다고 한다. 또한 아무리 많은 선물을 받아도 하나도 집에 가져가지 않았고, 스파르타의 검소한 생활양식을 유지했다. 아테네의 역사가이자, 친구인 크세노폰은 그에게 심취해 《아게실라오스》라는 작품을 썼다.